# Negende Vijfjarenplan (Sovjet-Unie)
Het Negende Vijfjarenplan van de Unie van Socialistische Sovjetrepublieken was een reeks productiedoelen en quota voor het versterken van de nationale economie tussen 1971 en 1975. Het plan werd voorgesteld door de voorzitter van de Ministerraad Aleksej Kosygin op het 24ste Congres van de Communistische Partij van de Sovjet-Unie in 1971. 

## Het 24ste Partijcongres en ontwikkeling
Het negende vijfjarenplan werd voorgelegd aan het 24ste Partijcongres van de CPSU door Aleksej Kosygin in 1971. Het grootste doel van het plan was om de productie van consumptiegoederen fors te verhogen. Hierdoor was het het eerste vijfjarenplan in de Sovjet-Unie dat niet meer de voorrang gaf aan de productie van kapitaalgoed. Leonid Brezjnev maakte aan het congres duidelijk dat de verbetering van de levensstandaard belangrijker was dan economische vooruitgang. Het plan voorzag een groei in het bnp van 30 tot 40% in deze periode.

## Uitvoering

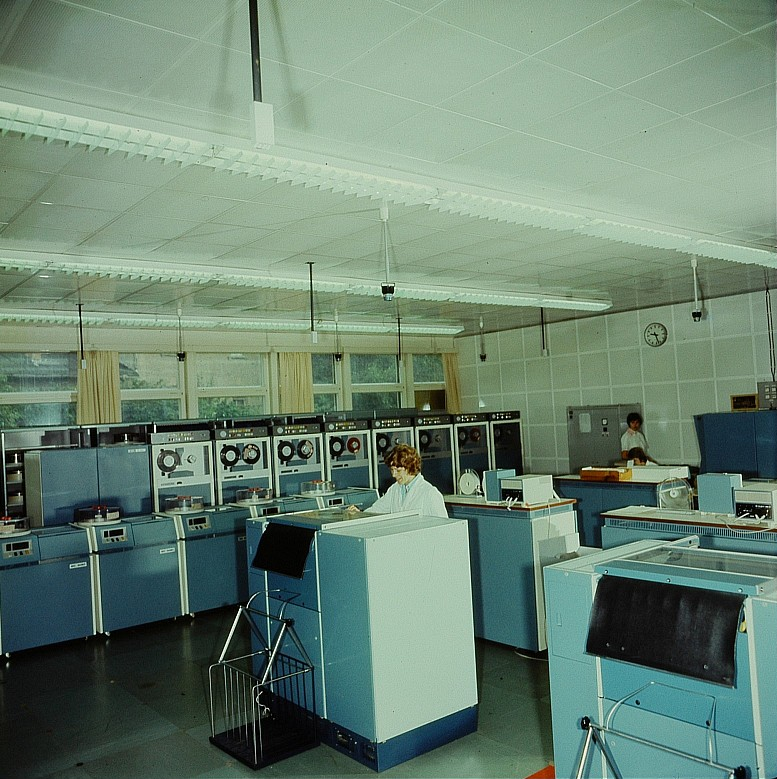
Tijdens het vijfjarenplan deden computers hun intrede in bedrijven.

De doelen opgesteld door het 24ste Partijcongres werden niet bereikt, en voor de eerste keer in haar bestaan beleefde de Sovjet-Unie een negatieve groei. Terwijl het voorziene aantal consumptiegoederen hoger was dan in vorige plannen, lag de eigenlijke groei lager dan gepland. Gedurende het plan werd ook meer geïnvesteerd in de vrachtwagenindustrie, maar de problemen in deze sector, zoals inefficiëntie en vertraagde technologische innovatie, werden volgens Kosygin niet opgelost. Tot overmaat van ramp sloegen tijdens deze 5 jaar droogte en slecht weer overal in de Sovjet-Unie toe, waardoor er 70 miljoen ton minder graan werd geproduceerd dan normaal. Het plan riep ook op tot een groei in de energieopwekking van 47.000 MW tot 65.000 MW tegen 1975, maar bereikte tegen die tijd slechts een capaciteit van 59.800 MW. Tegen het einde van het plan stokte de groei in bijna alle economische sectoren in de USSR.
Echter was niet alles een mislukking: investeringen in computertechnologie groeiden met 420% tegenover het einde van het vorige plan. Geschat waren er ongeveer 200.000 mensen die betrokken waren bij de ontwikkeling en introductie van moderne technologie in het land. Deze technici ontwikkelden het Automatisch Systeem voor Beheer (ASU) in een poging om de effectiviteit van dossierverwerking te verhogen.
Het gemiddelde werkelijk inkomen steeg met 4,5% per jaar.